# Voltàmetre de Hofmann
Un voltàmetre de Hofmann és un tipus d'aparell utilitzat en electroquímica per a la producció de gasos, com ara l'hidrogen i l'oxigen, a partir de l'aigua mitjançant el procés d'electròlisi. Aquest dispositiu és anomenat així en honor a August Wilhelm von Hofmann, el químic alemany que va desenvolupar aquesta tècnica a mitjan segle XIX.
El funcionament d’aquesta eina comença quan el corrent circula a través del voltàmetre de Hofmann i es forma oxigen en ànode i hidrogen en el càtode. Cada un dels gasos s’acumula en la part superior dels dos tubs, que amb dues vàlvules es poden extreure per repetir l’experiment.